# 유광웅

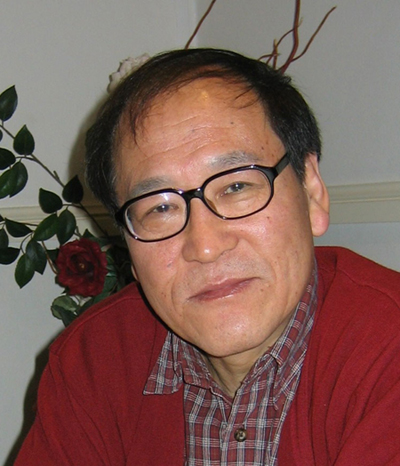
유광웅 목사

유광웅(劉光雄, Kwang-Woong Yu, 1943년 9월 8일~2023년 5월 31일)은 대한민국의 신학자이며 목사이다. 아신대학교에서 조직신학교수를 역임하였다. 삼성교회에서 목회사역을 하였다. 그의 부친은 한국 복음성가의 아버지로 불리는 유재헌 목사이다. 2023년 5월 31일 폐렴으로 숨졌다. 아내는 오화영이며, 자녀 유영안, 유반석, 유부름이 있다. 비문을 "붙든 주의손 나 붙느네"라고 말을 요청하였다고 한다.

## 학력
- 한국외국어대학교 독일어과 졸업
- Wien 대학교와 Zurich 대학교 신학전공
- Freie Evangelische Theologische Akademie Basell 신학석사(Lic. theol.)
- 바젤 대학교 (Basel 대학교 Dr. theol.)

## 경력
- 아세아연합신학대학교 조직신학 교수
- 서울성경신학대학원
- 삼성교회 1995. 9. 3 - 2000. 12. 31

## 저서
- 블룸하르트의 투쟁과 소망 (서울 : 한국장로교출판사, 2004)
- "예수에 미쳐 순교한 나의 아버지", 그리워지는 목회자들: 백향목처럼 아름다운 이야기, 안명준외 (아벨서원: 2020)

## 같이 보기
- 유재헌
- 한국의 신학자 목록